# Christian Albrecht von Ahlefeldt
Christian Albrecht von Ahlefeldt (* 1693 in Haselau; † 16. März 1755) war Kammerjunker und Obrist unter Karl XII. von Schweden.

## Leben
Christian Albrecht von Ahlefeldt war der Sohn des Benedikt von Ahlefeldt, Herr auf Haseldorf und Haselau und dessen zweiten Ehefrau Maria Elisabeth, geborene von Moltke. Geboren wurde er 1693 auf Schloss Haselau und war später Fürstlich Gottorp'scher Kammerjunker, Obristleutnant und diente als Obrist unter dem schwedischen König Karl XII. Bei der Belagerung von Stralsund beim Pommernfeldzug 1715/1716 wurde er durch eine Kugel und mehreren Bajonettstichen schwer verwundet und schied später aus dem Militärdienst aus. Seine Frau, die er 1733 heiratete, war Maria Elisabeth von Ratlow (* 1706), die Ehe blieb kinderlos. 